# Huawei AppGallery
Huawei AppGallery（略称：AppGallery）は、Huaweiが運営するHarmonyOS向け公式アプリケーションストア。

Android及びMicrosoft Windows 11においてもサポートしている。2022年、AppGalleryは5億8000万人の月間アクティブユーザーに利用された。

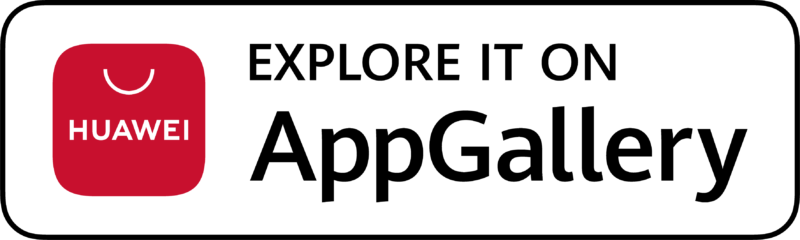
AppGallery badge with 'Explore it on AppGallery' text

## 歴史
Huawei AppGalleryは2011年に中国で、2018年にグローバルでリリースされた。
2019年5月、ファーウェイは米商務省によって事業者リストに追加され、同社のソフトウェア製品がGoogleモバイルサービス（GMS）やGoogle Playなどにアクセスすることが事実上禁止された。その結果、ファーウェイは、自社独自のファーウェイ・モバイル・サービス（HMS）でアプリがプログラムされた独自のAppGalleryを搭載した新端末をリリースし始めた 。
米国の禁止令の直後の2019年8月9日、ファーウェイはHarmonyOSを発表し、まずHonor VisionとVision Sのスマートテレビに搭載した。2019年にはAppGalleryでHMSを使用したAndroidアプリが4万5000本あった。
2020年第3四半期、AppGalleryのアプリダウンロード数は3500億に達した。2020年、AppGalleryは170以上の国と地域で4億9000万人のユーザーを獲得し、2021年3月1日、AppGalleryのアクティブユーザーは5億3000万人を超えた 。
そして2021年6月2日、ファーウェイは自社のスマートフォンとタブレットにAppGalleryをプリインストールしたHarmonyOS 2.0を発表した。その約1週間後、ファーウェイはAppGalleryにHarmonyOSのセクションを設け、HarmonyOSアプリと互換性のあるAndroidアプリを推奨した。HarmonyOS向けに特別に作られたアプリには、アプリアイコンの右隅に小さな「HMOS」バッジが表示された。
2022年7月27日、HarmonyOS 3イベントの中でファーウェイは、HMSエコシステムの開発者数が2020年の約160万人から540万人に増加したことを明らかにした 。2022年10月、AppGalleryの月間アクティブユーザー数は5億8,000万人に達した。

## アプリ数
2021年のファーウェイの「Apps Up」イベントにおいて、同社は134,000のアプリがHarmonyプラットフォーム（ファーウェイ・モバイル・サービスを使用）上で構築されていると発表した[12] 2022年10月までに、AppGalleryは220,000を超えるHMSベースのアプリを有し、世界トップクラスのアプリマーケットとしての地位を確立した。